# Carlos Morales Santos
Carlos Leonardo Morales Santos (Assunção, 11 de abril de 1968) é um ex-futebolista paraguaio que construiu grande parte de sua carreira na Argentina. O clube onde mais teve sucesso foi o Gimnasia de Jujuy, onde atuou entre 1995 e 1999 e entre 2002 e 2003.
Jogaria também por Guaraní, Independiente, Universidad de Chile, Gimnasia y Esgrima LP, Newell's Old Boys, Colón, Tampico Madero, Racing Córdoba e San Martín de Tucumán. Encerrou sua carreira em 2006, no Central Norte.
Com a Seleção Paraguaia de Futebol, jogou cinco partidas entre 1997 e 1998, e participou da Copa de 1998, primeira dos Guaranis desde 1986 e única de sua carreira. Atuou em uma partida, contra a Bulgária.